# Omicron graculum
Omicron graculum är en stekelart som först beskrevs av Edoardo Zavattari 1912.
Omicron graculum ingår i släktet Omicron och familjen Eumenidae.

## Underarter
Arten delas in i följande underarter:
- Omicron graculum atripes
- Omicron graculum schlaeflei